# Furacão Emily (2005)
O furacão Emily foi o quinto sistema tropical dotado de nome, o terceiro furacão, o segundo furacão "maior" e o primeiro furacão de categoria 5 na escala de furacões de Saffir-Simpson da altamente ativa Temporada de furacões no oceano Atlântico de 2005. A tempestade formou-se em julho de 2005 como um furacão tipo "Cabo Verde" antes de cruzar as ilhas de Barlavento das Pequenas Antilhas, causando severos danos na pequena ilha de Granada. Após cruzar todo o mar do Caribe, Emily atingiu a costa da península de Iucatã, no México, como um furacão de categoria 4. Pouco antes de atingir a península, o olho do furacão passou diretamente a ilha turística de Cozumel. Após cruzar a península e a baía de Campeche, o furacão atingiu pela última vez a costa no estado mexicano de Tamaulipas.
Quando a sua pressão atmosférica central mínima caiu para 929 mbar e seus ventos máximos sustentados alcançaram 260 km/h em 16 de julho, Emily tornou-se o mais intenso ciclone tropical atlântico a se formar antes de um mês de agosto, quebrando um recorde conseguido pelo furacão Dennis apenas seis dias antes. Emily também foi o ciclone tropical atlântico que conseguiu de forma mais antecipada numa temporada de furacões a atingir a intensidade de um furacão de categoria 5 em toda a história, batendo o recorde estabelecido pelo furacão Allen em quase três semanas. Emily também é o único ciclone tropical atlântico com intensidade de categoria 5 a estar ativo antes de um mês de agosto.

## História meteorológica

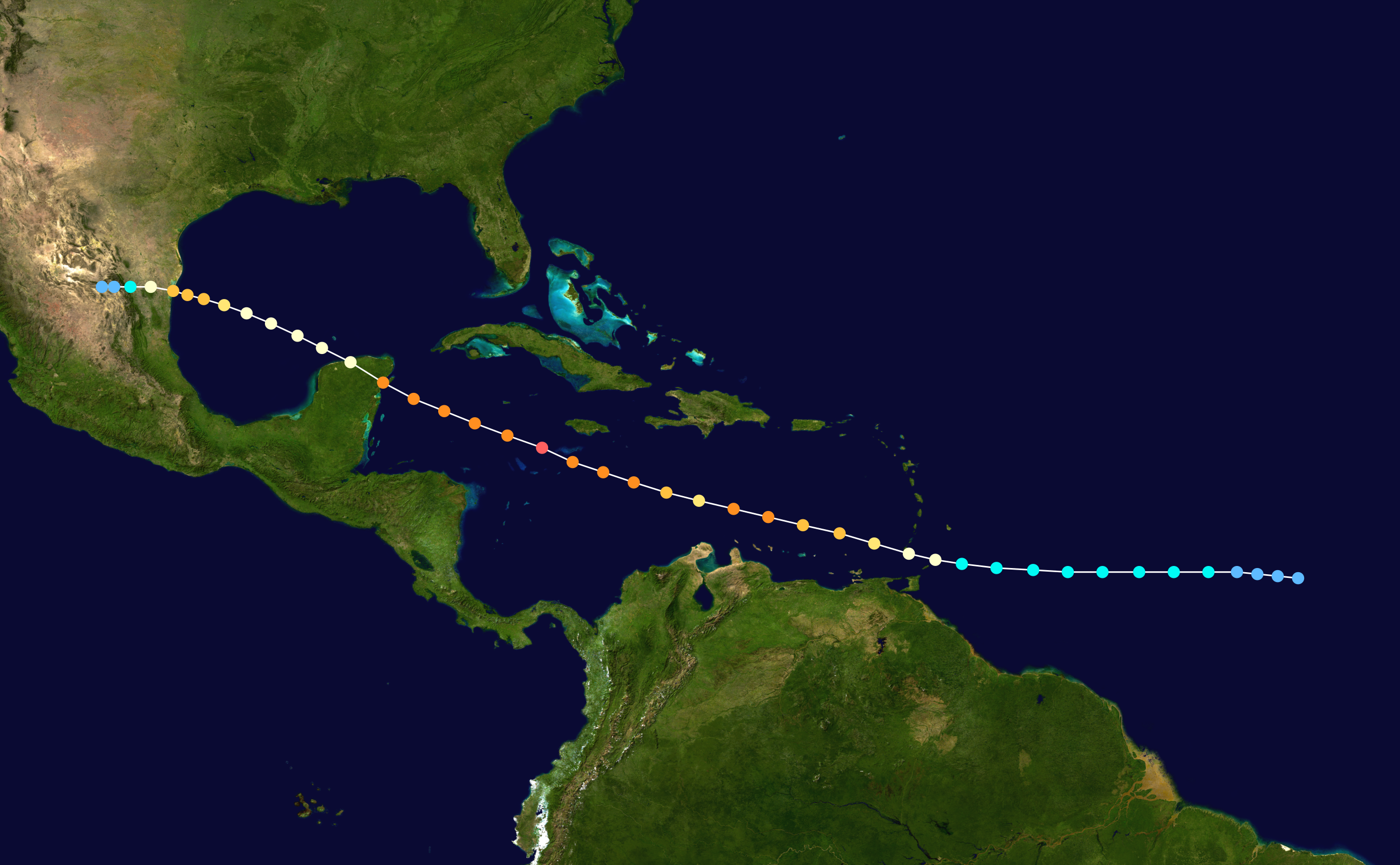
O caminho de Emily

Em 10 de julho, uma depressão tropical formou-se em associação a uma onda tropical no Atlântico centro-norte tropical. No final de 11 de julho, o Centro Nacional de Furacões (NHC) classificou a depressão para a tempestade tropical Emily. Foi previsto inicialmente que Emily iria se intensificar rapidamente e seguiria para oeste-noroeste através das Grandes Antilhas, mas, ao invés disso, seguiu para oeste em direção às ilhas de Barlavento das Pequenas Antilhas, continuando como uma tempestade tropical de intensidade moderada. A tempestade ficou menos definida enquanto seguia rapidamente para oeste. Ao contrário do comportamento típico de furacões, que deixam um rastro de águas frias, a passagem do furacão Dennis deixou as águas do mar do Caribe mais quentes e, portanto, mais favoráveis para o desenvolvimento de ciclones tropicais. No final de 13 de julho, Emily intensificou-se rapidamente e alcançou a intensidade de um furacão enquanto passava diretamente sobre Tobago e adentrava o leste do mar do Caribe. No dia seguinte, Emily fez landfall no norte da pequena ilha de Granada, nas Pequenas Antilhas, com ventos de até 145 km/h.
A tendência de intensificação se intensificou em 15 de julho, com uma queda razoável na pressão central mínima da tempestade assim que o sistema seguia pelo sudeste do mar do Caribe, uma região tipicamente desfavorável para a intensificação de ciclones tropicais. Emily atingiu a intensidade equivalente a de um furacão de categoria 4 na escala de furacões de Saffir-Simpson no começo daquela madrugada. Durante aquele dia, a intensidade do furacão variou grandemente, caindo para a intensidade de categoria 2, voltando para categoria 4 logo depois. Em 16 de julho, Emily intensificou-se consideravelmente, tornando-se o ciclone tropical atlântico mais intenso num mês de julho quando seus ventos máximos sustentados aumentaram para 260 km/h. Com isso, Emily atingiu a intensidade de categoria 5 de forma mais antecipada numa temporada de furacões na história, batendo o recorde estabelecido pelo furacão Allen em quase três semanas. Inicialmente, achava-se que Emily tinha apenas atingindo a intensidade de um furacão de categoria 4 naquele momento, mas análises pós-tempestade revelaram que Emily tinha de fato alcançado a intensidade de um furacão de categoria 5. A tempestade enfraqueceu-se ligeiramente assim que continuava a seguir para oeste, e permaneceu como um furacão de categoria 4 enquanto passava ao sul da Jamaica e, em 17 de julho, ao sul das Ilhas Cayman. Emily continuou a seguir continuamente para oeste-noroeste, continuando a se enfraquecer ligeiramente, mas ainda sendo um furacão de categoria 4 quando atingiu a ilha turística de Cozumel, México. Pouco depois, Emily fez landfall na costa da península de Iucatã, perto de Playa del Carmen, por volta das 06:30 (UTC) de 18 de julho. Naquele momento, os ventos máximos sustentados eram de 215 km/h e a parede do olho passava diretamente sobre Cozumel.

O furacão Emily pouco antes de atingir a península de Iucatã, em 17 de julho

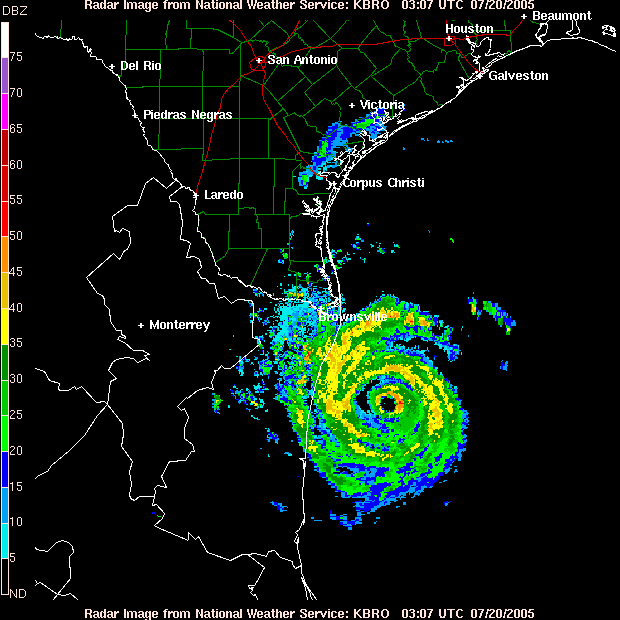
O furacão Emily como visto pelo radar meteorológico NEXRAD no centro do Serviço Nacional de Meteorologia dos Estados Unidos em Brownsville, Texas, às 03:07 (UTC) de 20 de julho. O olho do furacão é claramente visível, rodeado por fortes tempestades associadas à parede do olho. No momento da coleta da imagem, Emily era um intenso furacão de categoria 3, com ventos de até 205 km/h, e seguia para oeste-noroeste a cerca de 11 km/h e estava a cerca de 100 km/h da localidade costeira de onde Emily atingiria mais tarde

Após cruzar a península de Iucatã, o centro de Emily seguiu sobre o golfo do México mais tarde naquela manhã. A passagem sobre o terreno montanhoso da península comprometeu a circulação ciclônica de baixos níveis do furacão. Com isso, Emily se enfraqueceu para um furacão mínimo, com ventos de até 120 km/h.
No entanto, as várias horas do furacão sobre as águas quentes do golfo proveram a energia necessária para que o furacão se regenerasse e, por volta da meia-noite (UTC), os ventos associados a Emily se intensificaram. O aumento dos ventos máximos sustentados parou subitamente, mas o furacão continuou a ficar mais bem organizado. Emily começou a exibir fluxos de saída bastante simétricos em relação ao centro da tempestade. No entanto, isso não correspondia à intensificação do furacão, pois os ventos máximos eram encontrados em três distâncias diferentes em relação ao centro do furacão, indicando a existência de três paredes do olho distintas. No entanto, as duas paredes do olho mais externas se corromperam, prevalecendo a mais interna. Com isso, Emily voltou a se intensificar rapidamente em 19 de julho. A pressão central mínima caiu 30 mbar e os ventos máximos sustentados subiram de 145 para 205 km/h em apenas algumas horas.
Os meteorologistas previram um adicional fortalecimento do furacão, mais isso não se concretizou. A velocidade de deslocamento de Emily diminuiu e o olho da tempestade começou a seguir uma trajetória errática em direção à costa. Finalmente, o furacão fez o seu landfall final por volta das 11:00 (UTC) de 20 de julho perto da localidade de San Fernando, no estado mexicano de Tamaulipas. No momento em que o furacão atingia a costa mexicana, seus ventos máximos sustentados eram de 205 km/h, intensidade equivalente a um forte furacão de categoria 3 na escala de furacões de Saffir-Simpson. Após seguir sobre terra, Emily começou a se enfraquecer rapidamente sobre o nordeste do México, e se dissipou rapidamente sobre a Sierra Madre Oriental em 21 de julho.

## Impactos
Apesar dos grandes danos causados em vários países, além da quebra de vários recordes de intensidade, o nome Emily não foi retirado da lista de nomes dos furacões no Atlântico e será incluindo novamente na lista de nomes da temporada de furacões no Atlântico de 2011. Com isso, Emily é apenas o quarto furacão de categoria 5 da história a não ter seu nome retirado definitivamente desde que nomes começaram a ser atribuídos a furacões em 1953. É a primeira vez que isto acontece desde da formação do furacão Edith durante a 1971.

### Caribe
Em 14 de julho, o furacão Emily atingiu Granada como um forte furacão de categoria 1. O pequeno país insular ainda estava se recuperando dos estragos causados pelo furacão Ivan que tinha passado sobre a ilha menos de um ano antes. Emily causou diretamente a morte de uma pessoa e causou danos significativos no norte do país, incluindo a ilha de Carriacou, que tinha sido duramente atingido pelo furacão Ivan no ano anterior. 16 casas foram totalmente destruídas e mais de 200 foram danificadas. Além disso, dois importantes hospitais da região foram inundados. Os danos em Granada totalizaram 113 milhões de dólares (valores em 2005).
Deslizamentos de terra foram relatados no leste da Jamaica, causados pelas chuvas fortes assim que o furacão passava ao sul da ilha. Cinco pessoas morreram num acidente de trânsito provocado pelas fortes enxurradas. Os danos na Jamaica foram estimados em 65 milhões de dólares. Também foram relatados danos em Trinidad e Tobago, onde deslizamentos de terra e enchentes danificaram várias residências. Nas Honduras, um homem afogou-se num rio transbordado pelas chuvas fortes associadas à Emily.

### México

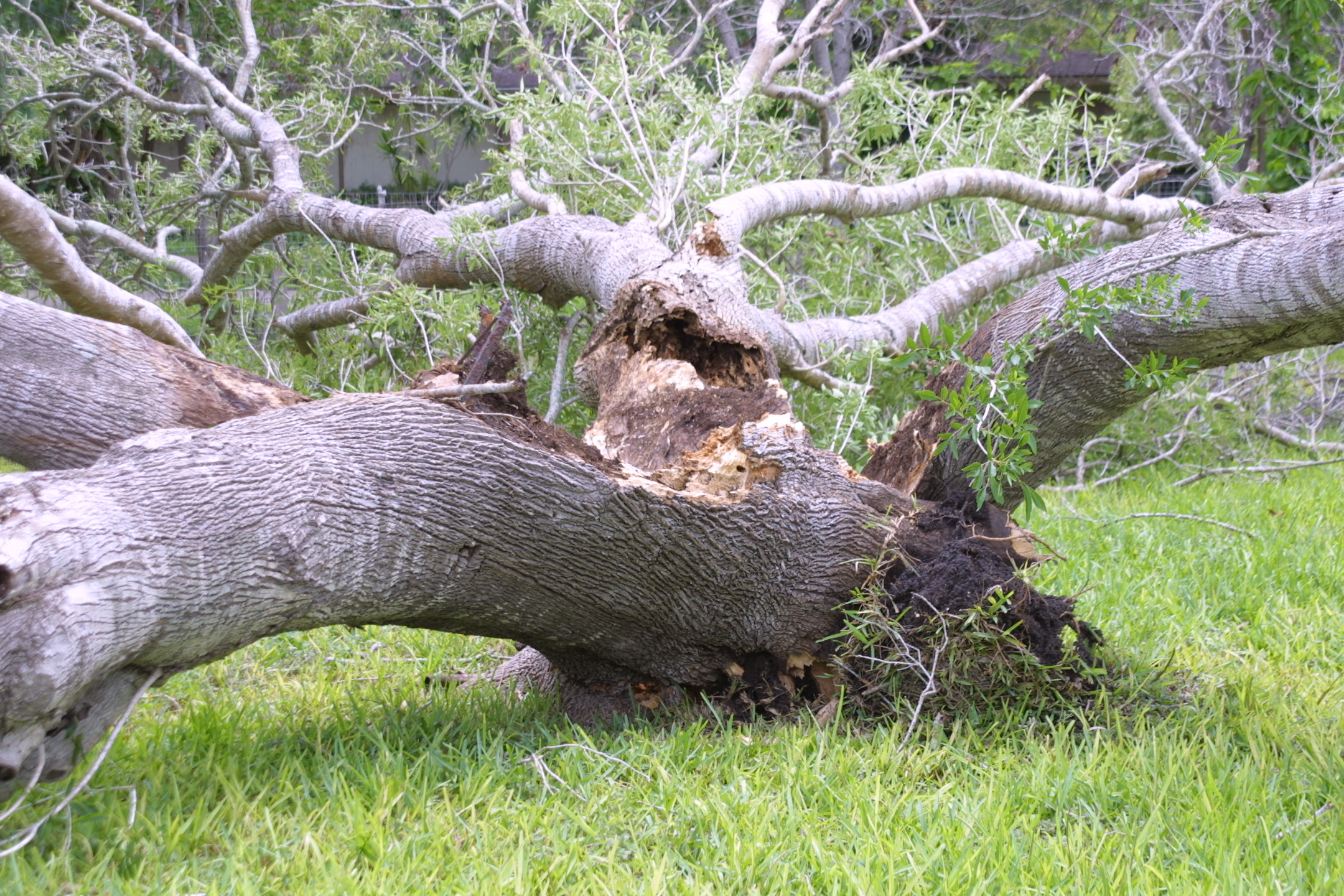
Árvore danificada pelo furacão Dennis no México

No México, dezenas de milhar de turistas e residentes tiveram que deixar às pressas praias-resorte em Cancun, na Riviera Maya e em Cozumel. Hóspedes de hotéis tiveram que ser retirados naquele Sábado à tarde; os funcionários desses hotéis também tiveram que sair durante a tarde do dia seguinte. Foi dada a opção para os turistas que faziam estadia em hotéis modernos e de luxo, acima do segundo andar, a ficarem durante a passagem do furacão. Além disso, a venda de bebidas alcoólicas foi proibida 36 horas antes da chegada do furacão, com o objetivo de evitar incidentes. Dois tripulantes de um helicóptero morreram quando a sua aeronave sofreu um acidente enquanto executava a evacuação de plataformas petrolíferas operadas pela Pemex. Um turista alemão foi eletrocutado sobre o telhado de sua residência enquanto esperava as águas das enchentes causadas pelo furacão abaixarem em Playa del Carmen.
Emily causou severos danos à indústria turística da península de Iucatã Muitos hotéis tiveram danos significativos, especialmente aqueles de construção mais simples. Enquanto os hotéis de Cancun reabriram pouco depois da passagem do furacão, hotéis em localidades mais distantes conseguiram reabrir meses depois; alguns estabelecimentos conseguiram reabrir somente no ano seguinte.
O segundo landfall de Emily no nordeste mexicano como um furacão de categoria 3 na escala de furacões de Saffir-Simpson causou danos significativos para a região. A comunidade pesqueira de Laguna Madre teve mais de 80% de suas construções destruídas devido à forte maré de tempestade. Várias comunidades em localidades remotas da costa do estado mexicano de Tamaulipas ficaram isoladas depois da passagem do furacão; grandes enchentes costeiras foram relatadas juntamente com danos provocados pelas chuvas e pelo vento forte. Enchentes relacionadas à passagem de Emily também foram relatadas em regiões mais distantes da costa, como na cidade de Monterrey.
As comunicações com a região de Riviera Maya foram grandemente afetadas depois da passagem do furacão; o sinal de telefone celular ficou inexistente. Postes caíram, deixando a região sem comunicação via telefone e sem eletricidade. Cerca de 18.000 pessoas em 20 comunidades em terras baixas, no estado de Tamaulipas, México, tiveram que sair de suas residências. Os danos econômicos totais diretos foram de 632 milhões de dólares.

### Texas

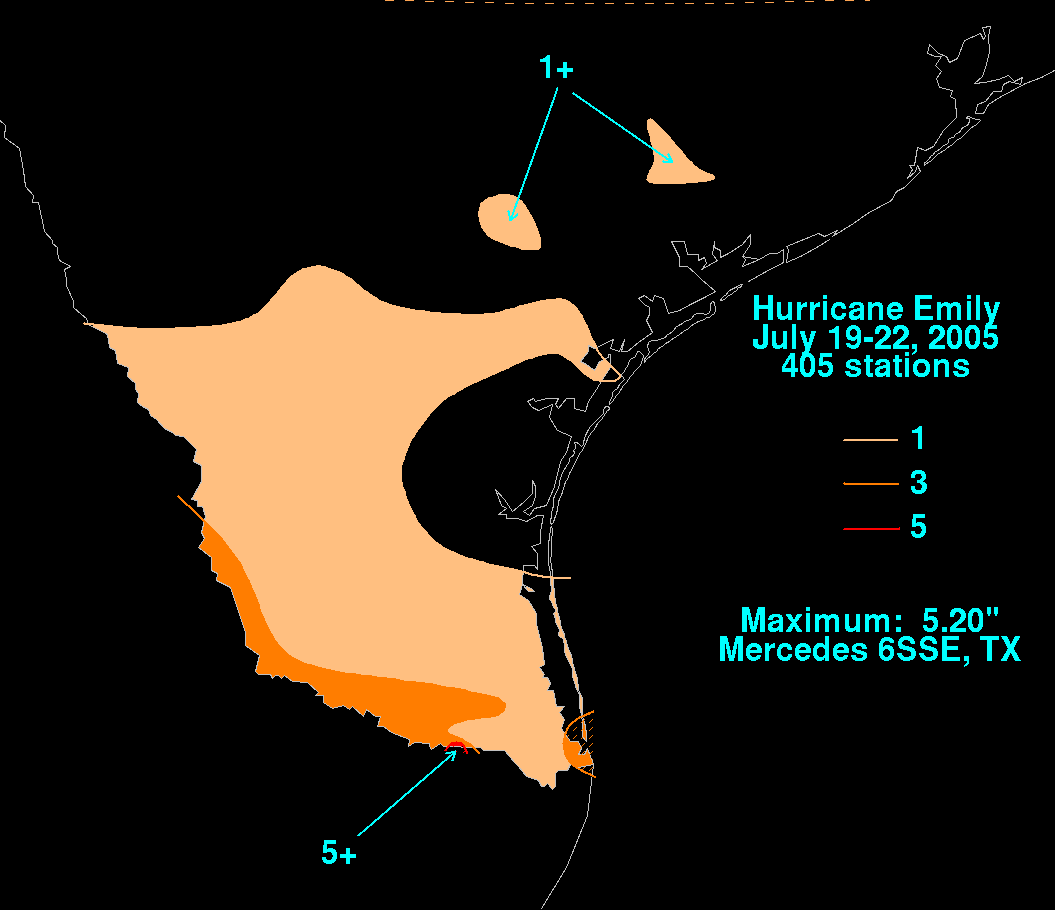
Totais de precipitação associada à Emily no estado americano do Texas

No extremo sul do estado americano do Texas, os danos foram relativamente pequenos apesar da grande proximidade da tempestade do território americano. Não houve danos significativos a construções, apesar de alguns relatos de queda de árvores. Cerca de 30.000 pessoas ficaram sem o fornecimento de eletricidade na região. Oito tornados associados ao furacão foram relatados no Texas, destruindo várias residências. No entanto, Emily também trouxe benefícios para a região: houve ocorrência de chuvas moderadas numa região castigada por uma forte estiagem. Os prejuízos econômicos totais diretos em relação à agricultura chegaram a 178 milhões de dólares, mas os danos a propriedades não chegaram a 125.000 dólares.